# Sclerocactus mesae-verdae
Sclerocactus mesae-verdae är en kaktusväxtart som först beskrevs av Boissev. och C. Davidson, och fick sitt nu gällande namn av L.D.Benson. Sclerocactus mesae-verdae ingår i släktet Sclerocactus och familjen kaktusväxter. Inga underarter finns listade i Catalogue of Life.

## Bildgalleri

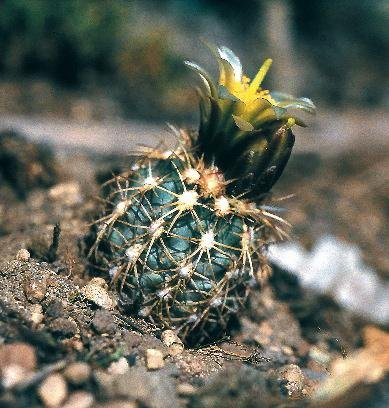
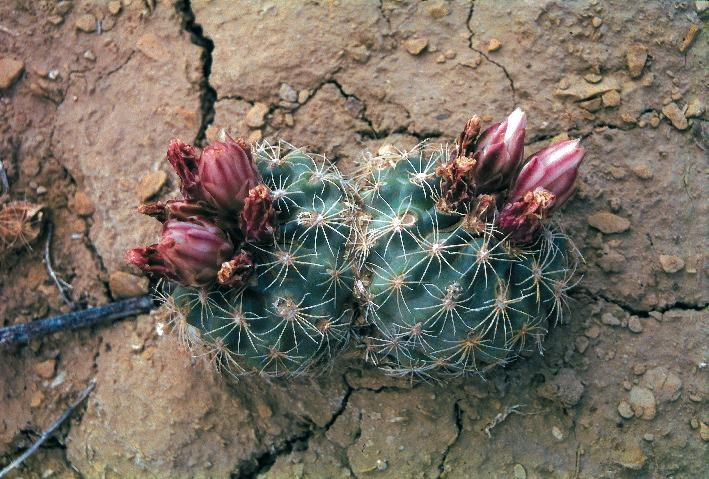
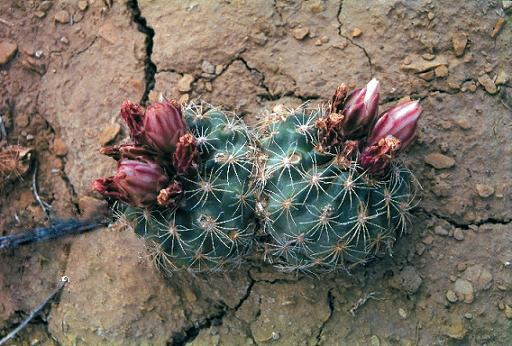
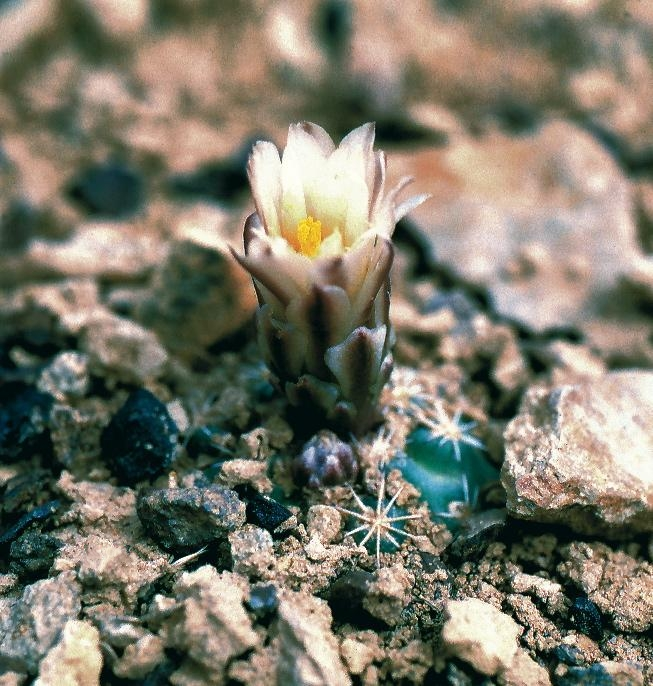
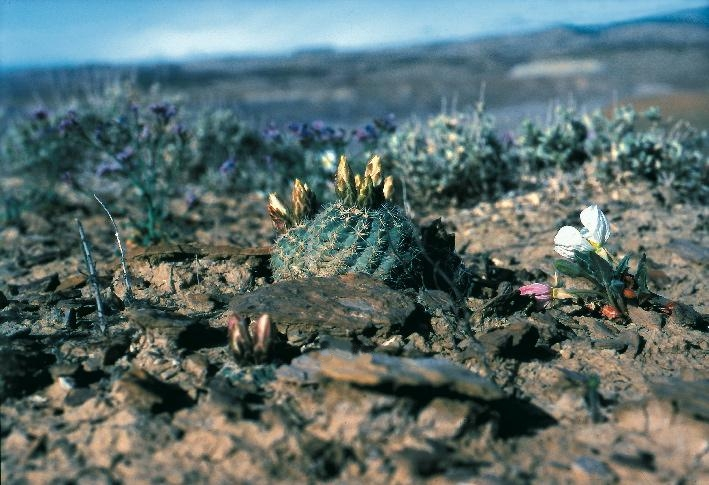